# Atlantide (singolo)
Atlantide è un singolo del cantautore italiano Alberto Urso, pubblicato il 1º novembre 2024.

## Descrizione
Il brano, scritto dallo stesso cantautore con Daniele Coro e Diego Mancino, è prodotto da Tawgs Salter.

## Video musicale
Il video musicale, diretto da Fabrizio Conte, è stato pubblicato in concomitanza all'uscita del brano attraverso il canale YouTube del cantautore.

## Tracce
Testi e musiche di Alberto Urso, Daniele Coro e Diego Mancino.
1. Atlantide – 2:53